# 蠟著頦蘭
蠟著頦蘭（学名：Epigeneium nakaharae）为蘭科著頦蘭屬下的一个种。